# Les Aventures fantastiques de Marie-Rose
 (mai 2024).
Albums de Chantal Goya
Collector
(2013) Chantal Goya chante Noël
Les Aventures fantastiques de Marie-Rose ou Le Voyage en ballon est le dix-neuvième album studio de la chanteuse Chantal Goya, sorti le 2 octobre 2015. Le spectacle est présenté en tournée à partir de novembre 2016.
Il comprend des chansons inédites présentées au Théâtre de Paris. Chantal Goya pose sa voix sur quatorze d'entre elles dont un duo avec Jean-Jacques Debout. Ce dernier interprète une chanson en solo.

## Titres
1. Le Voyage en ballon (Jean-Jacques Debout)
2. Bienvenue à Paris (Jean-Jacques Debout)
3. Marie-Rose et l'Homme invisible (Jean-Jacques Debout)
4. L'Homme invisible (Jean-Jacques Debout)
5. Le Ratpia Orchestra (Jean-Jacques Debout)
6. Riguedigueding (la mère Pigalle et le père Clichy) (Jean-Jacques Debout)
7. Flipper Boogie (Jean-Jacques Debout)
8. Petit Taureau d'Espagne (Jean-Jacques Debout)
9. Ratcourci (Jean-Jacques Debout)
10. Le Voyage en ballon (Jean-Jacques Debout)
11. L'Île aux rochers enchantés (Jean-Jacques Debout)
12. Le Sorcier marabout (Jean-Jacques Debout)
13. Wallis et Futuna (Jean-Jacques Debout)
14. Tête d'épingle (Jean-Jacques Debout)
15. Une cuillère pour maman  (Jean-Jacques Debout)
16. Le Voyage en ballon (final)  (Jean-Jacques Debout)
17. Les Aventures fantastiques de Marie-Rose (Jean-Jacques Debout)
18. Aimons-nous (Jean-Jacques Debout)

## Crédits
- Paroles et musique : Jean-Jacques Debout
- Arrangements : Jacques Ferchit
- Éditions : MASQ